# Дворики (Кузнецкий район)
Дво́рики — село в Кузнецком районе Пензенской области. Входит в состав Комаровского сельсовета.

## География
Село находится в восточной части Пензенской области, на расстоянии примерно 24 км (по прямой) к юго-востоку от города Кузнецк, административного центра района.

### Часовой пояс
Село Дворики, как и вся Пензенская область, находится в часовой зоне МСК (московское время). Смещение применяемого времени относительно UTC составляет +3:00.

## Население
| 1859 | 1926 | 1930 | 1939 | 1959 | 1979 | 1989 |
| ---- | ---- | ---- | ---- | ---- | ---- | ---- |
| 26   | ↗87  | ↗131 | ↗150 | ↗348 | ↘282 | ↘254 |
| 1996 | 2002 | 2010 |      |      |      |      |
| ↗270 | ↘196 | ↘154 |      |      |      |      |

### Национальный состав
Согласно результатам переписи 2002 года, в национальной структуре населения русские составляли 79 % из 196 чел.

## Видео
- Село Дворики, Кузнецкий район (24.08.2022)
- Дорога Дворики — Кузнецк, Кузнецкий район (21.08.2022)